# Nakrętka

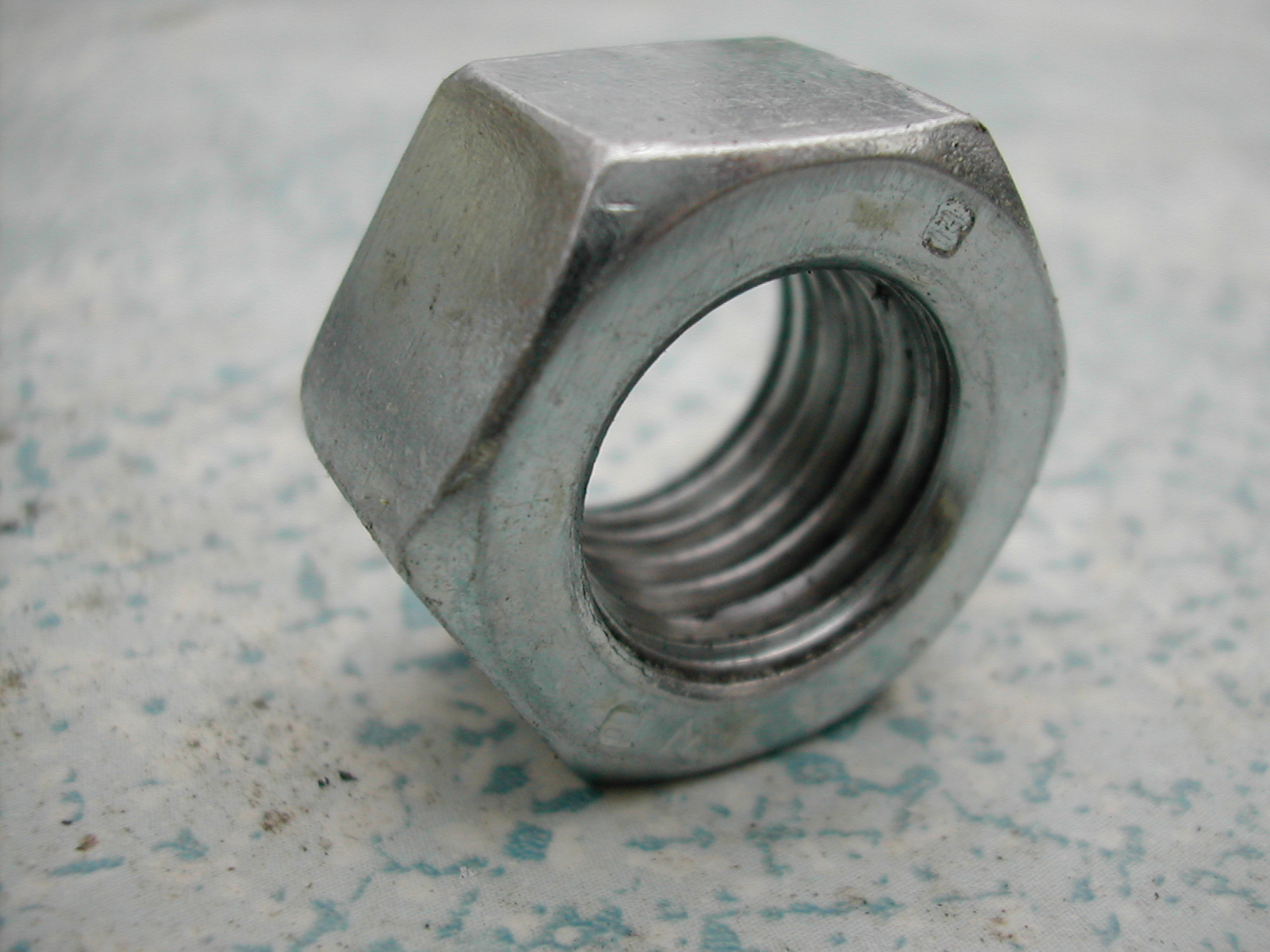
Nakrętka DIN 934

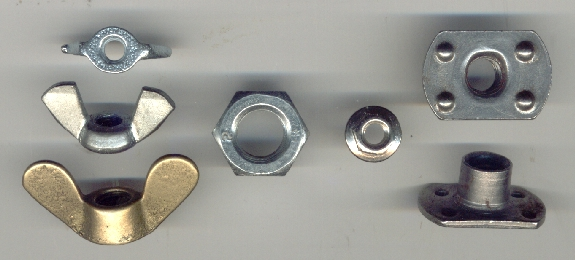
Przykłady różnych nakrętek

Nakrętka – łącznik w połączeniu śrubowym. Jest pierścieniem z naciętym na całej długości otworu gwintem. Nakręcana jest na wolny koniec trzonu śruby zgodnie z wymaganiami montażowymi.
Ze względu na kształt, wyróżnia się:
- nakrętki sześciokątne
  - „zwykłe” (DIN 934)
  - długie (PN/M-82157)
  - do zgrzewania (PN/M-82169)
  - niskie (PN/M-82153)
  - o zmniejszonym wymiarze pod klucz (PN/M-82165)
  - powiększone do połączeń sprężanych (PN/M-82171)
  - samozabezpieczające z gwintem odkształconym (PN/M-82176)
  - samozabezpieczające z wkładką poliamidowa (PN/M-82175)
  - wysokie (PN/M-82155)
  - z kołnierzem stożkowym (PN-EN 1661)
  - nakrętki koronowe
- nakrętki czworokątne
- nakrętki okrągłe otworowe
- nakrętki okrągłe rowkowe
- nakrętki skrzydełkowe
- nakrętki radełkowe
- nakrętki ślepe (PN/M-82182)
- nakrętki teowe (PN/M-61275)
- nakrętki wieńcowe trójkątne (PN/M-82451)
- nakrętki z wkrętem zabezpieczającym.

Istnieją też nakrętki specjalne, np. kołpakowe (PN/M-82181), napinające i inne. Nakrętkę (jak i łeb śruby) można ukryć np. plastikową zaślepką (maskownicą).